# Clarissa Chun
Clarissa Kyoko Mei Ling Chun  (en chino:陳美玲 ; 5 de octubre de 1982) es una luchadora estadounidense de lucha libre. Participó en dos Juegos Olímpicos. Ganadora de una medalla de bronce en Londres 2012 y obtuvo el quinto lugar en Pekín  2008 en la categoría de 48 kg. Cinco veces compitió en Campeonatos Mundiales, consiguiendo una medalla de oro en 2008. Ganó la medalla de bronce en los Juegos Panamericanos de 2011. Obtuvo siete medallas en Campeonato Panamericano, de oro en 2008, 2009, 2010 y 2016. Cuatro veces representó a su país en la Copa del Mundo, en 2001 y 2004 clasificándose en la 4.ª posición.  